# Колібрі-ельф мексиканський
Колі́брі-ельф мексиканський (Selasphorus heloisa) — вид серпокрильцеподібних птахів родини колібрієвих (Trochilidae). Ендемік Мексики.

## Опис

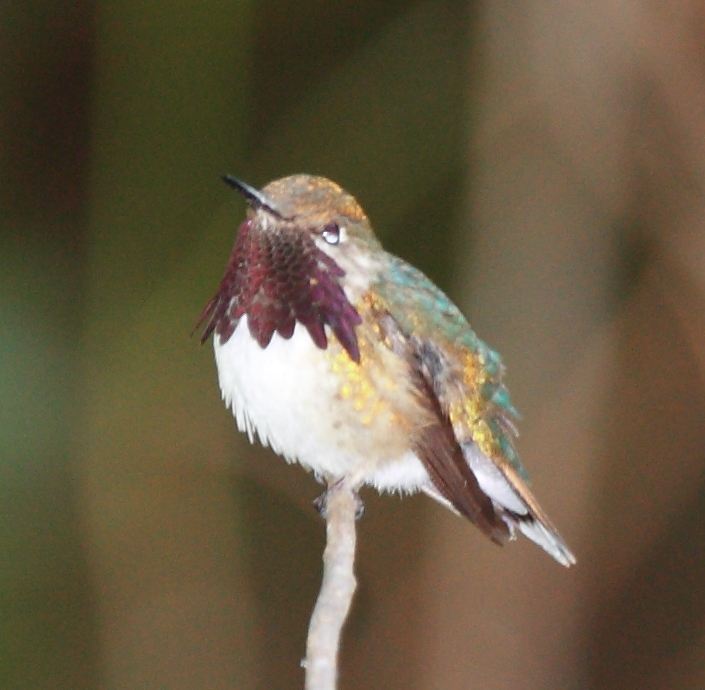
Самець мексиканського колібрі-ельфа

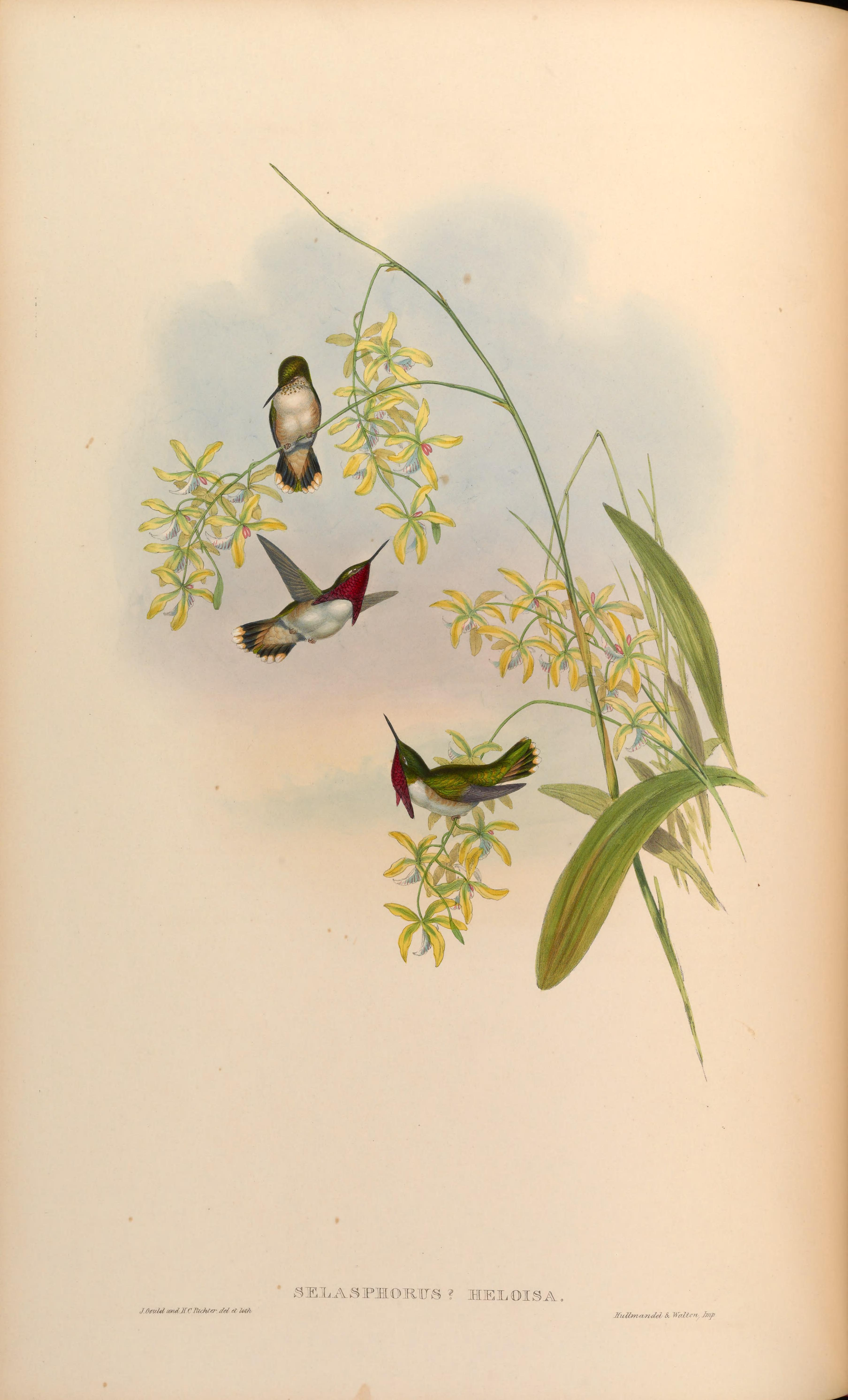
Мексиканські колібрі-ельфи

Довжина птаха становить 5,9-7,5 см, вага 2-2,7 г. У самців номінативного підвиду верхня частина тіла бронзово-зелена з металевим відблиском або золотисто-бронзова, за очима невеликі білі плямки. На горлі у них широкий металево-пурпуровий або синьо-фіолетовий "комір", пера з його країв виступають за межі горла. Боки світло-коричнюваті з бронзовим відтінком, решта нижньої частини тіла тьмяно-біла або сірувато-біла. Центральна пара стернових пер бронзово-зелена, біля основи рудувато-коричнева. Наступна пара мають рудувато-коричневу верхню половину і чорну нижню, часто вони є розділені бронзово-зеленою смугою. Решта стернових пер мають подібне забарвлення, однак на кінці у них помітні білі плямки. Дзьоб короткий, прямий, чорнуватий.
У самиць верхня частина тіла така ж, як у самців. Підборіддя і горло у них білі, сильно поцятковані дрібними бронзовими плямками, боки руді, решта нижньої частини тіла тьмяно-біла або сірувато-біла, нижні покривні пера хвоста рудувато-коричневі. Рудувато-коричневий відтінок в оперенні хвоста менш поширений і більш тьмяний, натомість чорний відтінок більш поширений, а кінчики стернових пер білуваті.
Представники підвиду S. h. margarethae є меншими, ніж представники номінативного підвиду. У самців цього підвиду горло темно-аметистово-фіолетове, решта нижньої частини тіла біла, а боки світло-охристі. У самиць цього підвиду блискучих плямок на горлі менше, боки і нижні покривні пера хвоста світло-охристі, а кінчики стернових пер білі.

## Підвиди
Виділяють два підвиди:
- S. h. margarethae (Moore, RT, 1937) — гори Західної і Південної Сьєрра-Мадре (від Тамауліпаса до Герреро і Оахаки);
- S. h. heloisa (Lesson, RP & Delattre, 1839) — гори Східної Сьєрра-Мадре і Трансмексиканського вулканічного пояса (від Сіналоа і Чіуауа до Халіско).

## Поширення і екологія
Мексиканські колібрі-ельфи є ендеміками гір Мексики. Два бродячих птаха у 1896 році також спостерігалися в горах Уачука в Аризоні. Мексиканські колібрі-ельфи живуть у вологих і напіввологих гірських дубових і соснових лісах, у вічнозелених і хмарних тропічних лісах, на узліссях і галявинах та у вологих чагарникових заростях. Зустрічаються на висоті від 1500 до 300 м над рівнем моря. Є свідчення того, що птахи здійснюють сезонні висотні міграції між сосново-дубовими і хмарними лісами.
Мексиканські колібрі-ельфи живляться нектаром різноманітних квітучих рослин, яких шукають в нижньому і середньому ярусах лісу, а також дрібними безхребетними. Коли птахи живляться нектаром, вони зависають в повітрі над квітками, направивши хвіст догори. Вони віддають перевагу нектару з високим вмістом сахарози. Самці виконують демонастраційні польоти перед самицями, демонструючи їх райдужне оперення горла. Гніздо чашоподібне, робиться з моху і лишайників, розміщується на гілці дерева, на висоті 10 м над землею.